# Langendorf (Unternehmen)
Die Langendorf GmbH ist ein 1889 als Schmiede gegründeter deutscher Hersteller von Sattelaufliegern mit Sitz im nordrhein-westfälischen Waltrop. Das Unternehmen ist spezialisiert auf Innenlader, Tieflader, Muldenkipper sowie Spezialfahrzeuge und gilt dabei in einigen Bereichen als führend. Seit 2017 gehört es zum polnischen Konzern Wielton.

## Geschichte
1889 gründete Franz-Josef Langendorf im westfälischen Waltrop eine Schmiede. 1892 kaufte er das Haus an der Hochstraße 29 und erweiterte seinen Betrieb zur Schmiedewerkstatt für Hufbeschlag und Wagenbau. Neben Eisenbeschlägen wurden fortan auch Kutschen mit Holzrädern sowie Fahrzeuge für die Landwirtschaft gebaut. Hier erlernte in den Folgejahren sein Sohn Bernhard ebenfalls das Schmiedehandwerk.
Nach bestandener Meisterprüfung übernahm Bernhard Langendorf 1914 den väterlichen Betrieb und führte ihn als klassische Schmiedewerkstatt durch den Ersten Weltkrieg und die Wirtschaftskrise der Weimarer Republik. Sein 1924 geborener Sohn Heinrich trat zu Beginn des Zweiten Weltkrieges ebenfalls in den Betrieb ein und absolvierte dort seine Ausbildung zum Schmied, die er nach dem Krieg mit der Meisterprüfung abschloss. Der konjunkturelle Aufschwung durch den Wiederaufbau führte nach 1945 zu einer erhöhten Nachfrage nach Fahrzeugen, wovon auch Langendorf profitieren konnte.
1950 übernahm Heinrich Langendorf in dritter Generation die Leitung des Familienbetriebs und firmierte ihn in Fahrzeugbau Bernhard Langendorf und Sohn um. Er errichtete eine neue Werkshalle und vergrößerte die Büroräume. Unter der Mithilfe seines Vaters, dreier Gesellen und einem Lehrling konzentrierte sich das Unternehmen ab 1952 auf die Produktion von ersten luftbereiften Anhängern mit Kippmulden für den Einsatz im Güterkraftverkehr. Ab 1958 entwickelte das Unternehmen einen eigenen Tieflader, dessen hintere Pendelachsen selbständig ausschwenken konnten und meldete diesen zum Patent an.
1960 verlegte das Unternehmen seinen Sitz auf das heutigen Betriebsgelände in der Bahnhofstraße 115. In den folgenden Jahren wurde das Angebot an Tiefladern erweitert und man begann mit der Entwicklung eines speziellen Sattelaufliegers mit Ladekran und Greifer, dem Spezi. Erste Fahrzeuge dieses Selbstladers kamen bereits 1969 zum Transport von Ziegeln zum Einsatz.
Ab 1970 wurden die Produktionshallen und das Konstruktionsbüro vergrößert und auf einem neu erworbenen Betriebsgelände eine moderne Lackiererei errichtet. 1974 begann man hier mit der Produktion eines Innenladers für den Glastransport, der in den Folgejahren technisch weiterentwickelt wurde. Zwischen 1980 und 1990 erfolgten mehrere Erweiterungs- und Neubauten und das Betriebsgelände wurde auf 47.000 m² vergrößert.
Zur Jahrtausendwende übernahm Heinz Bernd Langendorf, der Urenkel des Firmengründers, die Geschäftsleitung und begann mit der Umstrukturierung des Unternehmens zur Fahrzeugbau Langendorf GmbH & Co. KG. Das Unternehmen wurde dabei um verschiedene Service- und Vertriebsgesellschaften unter dem Dach der neuen Langendorf GmbH erweitert. Im Rahmen einer Expansion kam am 10. März 2004 mit der Langendorf Service Potsdam GmbH ein weiterer Standort hinzu. 2005 folgte mit der Langendorf Mediaș SRL die Eröffnung eines zusätzlichen Montagewerkes im rumänischen Mediaș.
In den Folgejahren konzentrierte sich das Unternehmen auf die Produktion von Innenladern und galt dort als Technologie- und Marktführer. Massive Umsatzeinbrüche in den Krisenjahren 2008/2009 führten zu wirtschaftlichen Schwierigkeiten, so dass am 28. November 2012 einen Insolvenzantrag gestellt werden musste. Am 1. Februar 2013 wurde mit Beschluss des Amtsgerichts Bochum (80 IN 993/12) das Insolvenzverfahren in Eigenverwaltung eröffnet und die Langendorf GmbH (HRB 4896) firmierte um in Waltroper Fahrzeugwerk GmbH. Im September desselben Jahres übernahm Klaus P. Strautmann zusammen mit der NRW.Bank über den NRW.Bank Spezialfonds das Unternehmen in die neugegründeten Strautmann Fahrzeugbau GmbH, während das Land Nordrhein-Westfalen eine Bürgschaft zur Sicherung von Krediten stellte. Zum 23. Dezember 2013 wurde dann umfirmiert in eine neue Langendorf GmbH (HRB 7066). Im Zuge dessen wurden die Fahrzeugbau Langendorf GmbH & Co. KG von Amts wegen gelöscht. Die Geschäftsführung übernahmen Klaus P. Strautmann und Jens Daniel von der umstrittenen Beratungsgesellschaft Buchalik Brömmekamp, die das Sanierungskonzept entwickelt hatten. Im Zuge der Sanierung wurde das Personal um 20 % reduziert und das Werk in Rumänien übernahm der Fahrzeugbauer Bernd Böse.
2017 übernahm der polnische Mitbewerber Wielton nach Genehmigung durch die Kartellbehörde die 80 % Firmenanteile der NRW.Bank, die restlichen Anteile verblieben bei Strautmann. Zeitgleich wurden Gespräche mit der Kommune aufgenommen, den Betrieb an einen größeren Standort in Waltrop an der Straße Im Dicken Dören zu verlegen. Gegenwärtig ist Langendorf mit rund 275 Mitarbeitern an zwei Standorten im Waltroper Stadtgebiet einer der größten Arbeitgeber der Stadt.

## Unternehmen
Die Langendorf GmbH war bis 2013 über vier Generationen hindurch ein Familienbetrieb. Heute gehört das Unternehmen zur polnischen Wielton SA. Langendorf produziert Kipper, Tieflader, Innenlader und Spezialfahrzeuge. Das Unternehmen ist Weltmarktführer bei den Glas-Innenladern. Als Inhaber verschiedener Patente zu innovativen Entwicklungen für Sattelauflieger gilt das Unternehmen als Technologieführer.
An seinem Standort in Waltrop produziert Langendorf bis zu 1000 Fahrzeuge jährlich und ist als Aussteller auf allen namhaften Messen in den Bereichen Bau, Transport und Fahrzeugbau weltweit vertreten. In Fachbüchern zur Fahrzeugtechnik, Fachzeitschriften oder fachspezifischen Nachschlagewerken werden Langendorf Entwicklungen und Fahrzeuge beschrieben oder als Beispiel genannt.
Die Unternehmensgruppe erwirtschaftete im Geschäftsjahr 2015/2016 einen Gesamtumsatz in Höhe von 51 Mio. Euro, wobei die Langendorf GmbH mit etwa 42 Mio. Euro den größten Umsatzanteil einbrachte.
Unternehmensstruktur:
- Langendorf GmbH, Waltrop
  - Langendorf Service GmbH, Waltrop
  - SFL Grundstücksgesellschaft mbH & Co. KG, Waltrop
  - SFL Verwaltungs GmbH
  - Langendorf Trading GmbH, Waltrop
  - Langendorf Service Potsdam GmbH, Potsdam

## Innovationen (Auswahl)
- Schwenkachsentieflader: Patent  DE1160741B: Von hinten zu beladendes Strassenfahrzeug. Veröffentlicht am 26. Januar 1964.‌ und andere. Ab ca. 1969 von Robert Hudson Ltd als Timiser low loading trailer in Lizenz nachgebaut.[28][20]
- Containeraufnahme: Patent  DE1939988C: Straßenfahrzeug zum Transport von Containern. Veröffentlicht am 16. Mai 1974.‌
- Absenkbare Bordwand: Patent  DE1802040C3: Heb- und senkbare Bordwand für ein straßengängiges Lastfahrzeug. Veröffentlicht am 25. September 1975.‌ und andere
- Variable Ladefläche: Patent  DE2263937C3: Tiefladerfahrzeug, insbesondere Sattelschlepper mit Tiefladeranhänger. Veröffentlicht am 26. August 1976.‌ und andere
- Auffahrrampe für Tieflader: Patent  DE2427576A1: Tieflader mit einem Hinterachsaggregat. Veröffentlicht am 26. Juli 1979.‌[24]
- Ladekran Spezi Patent  DE2828568B: Crane for self loading lorry and trailer - is mounted on rear of lorry and has rails to move load. Veröffentlicht am 17. Januar 1980.‌ Ladekran auf Hängern oder Aufliegern zum Selbstbeladen. Heute Standard bei vielen Anbietern.
- Abdeckungen für Muldenkipper: Patent  DE3002574C2: Lkw- bzw. Lkw-Anhänger- oder -aufliegermulde, insbes. Kippmulde. Veröffentlicht am 6. August 1987.‌ und andere
- Muldenheizung: Patent  DE3510240C3: Lastkraftwagen mit beheizbarem Aufbau. Veröffentlicht am 23. September 1993.‌ Mit Abgasen beheizbare Muldenkipper für den Asphalttransport.
- Patent  DE4210001A1: Verfahren und Vorrichtung zur Zwangslenkung eines Fahrzeuges. Veröffentlicht am 23. September 1993.‌ Ermöglicht die Zulassung überlanger Fahrzeuge nach §70 StVZO.[23]
- Ladungssicherung: Patent  EP426962B1: Strassentransportfahrzeug mit innen angeordnetem Laderaum für ein Transportgestell mit beiderseits nach innen geneigter Beladung, vorzugsweise aus aufrecht stehenden Glasscheiben oder Glasscheibenpaketen.. Veröffentlicht am 30. November 1994.‌ und andere.
- Selbstlenkender Fahrzeugnachläufer Patent  DE10158868B4: Selbstlenkender Fahrzeugnachläufer. Veröffentlicht am 8. April 2004.‌ und andere.
- Thermomulde:  Patent  DE202014103190U1: Thermisch entkoppelte Mulde. Veröffentlicht am 28. August 2014.‌ ISOXX Ausgezeichnet mit dem Trailer-Innovationspreis 2015[29]

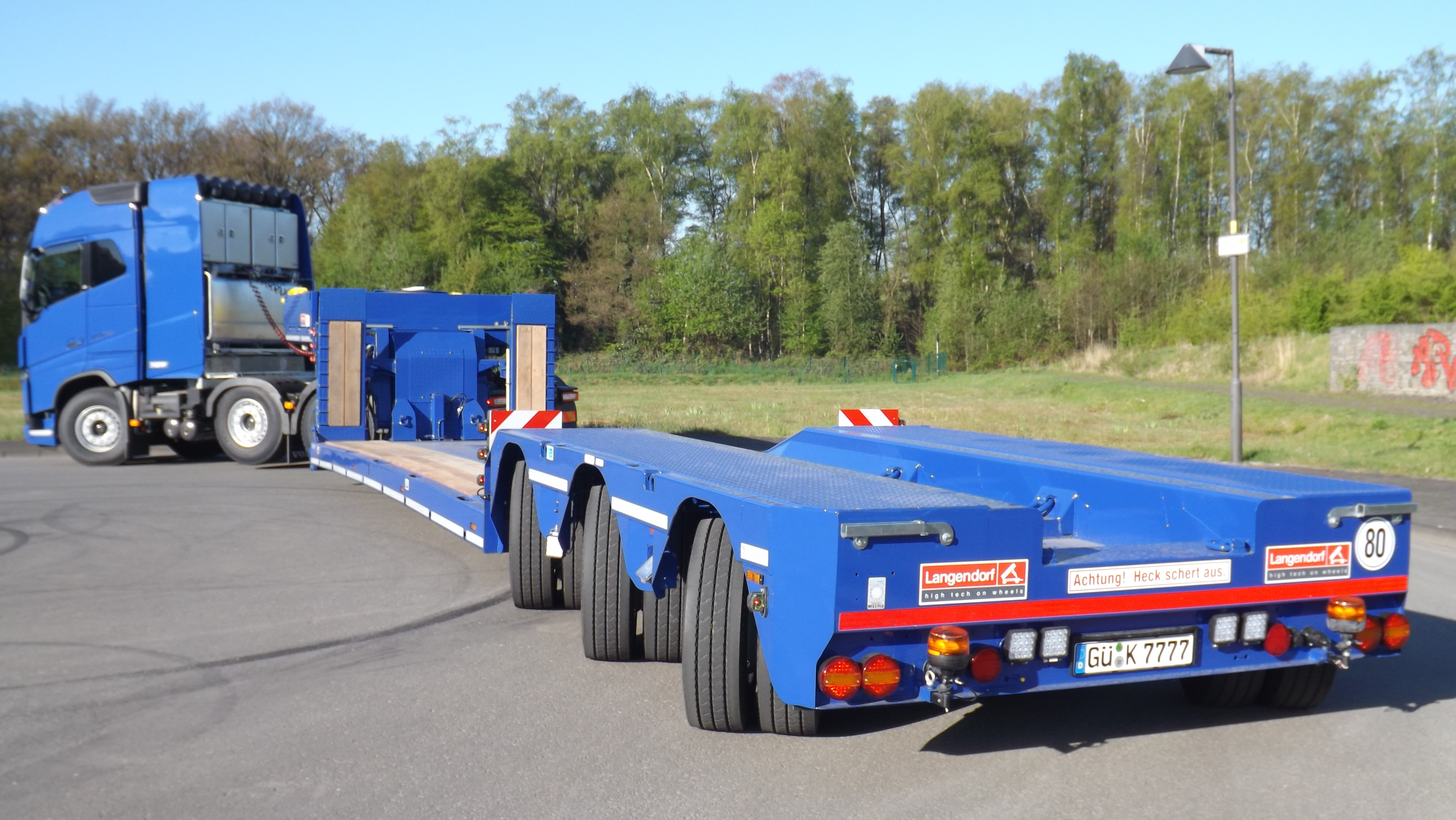
Langendorf Sattel-Tieflader
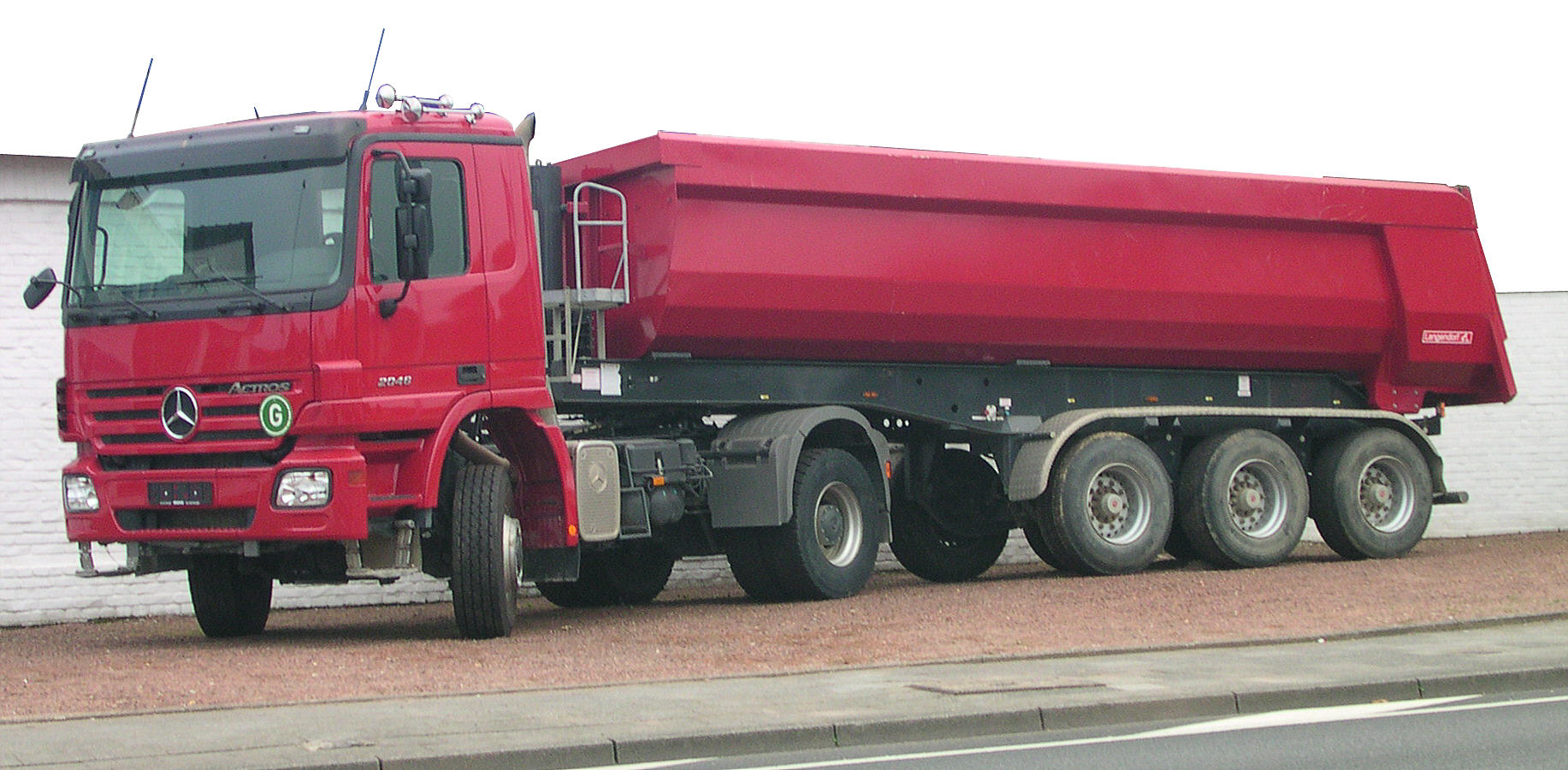
Langendorf Kippsattelauflieger
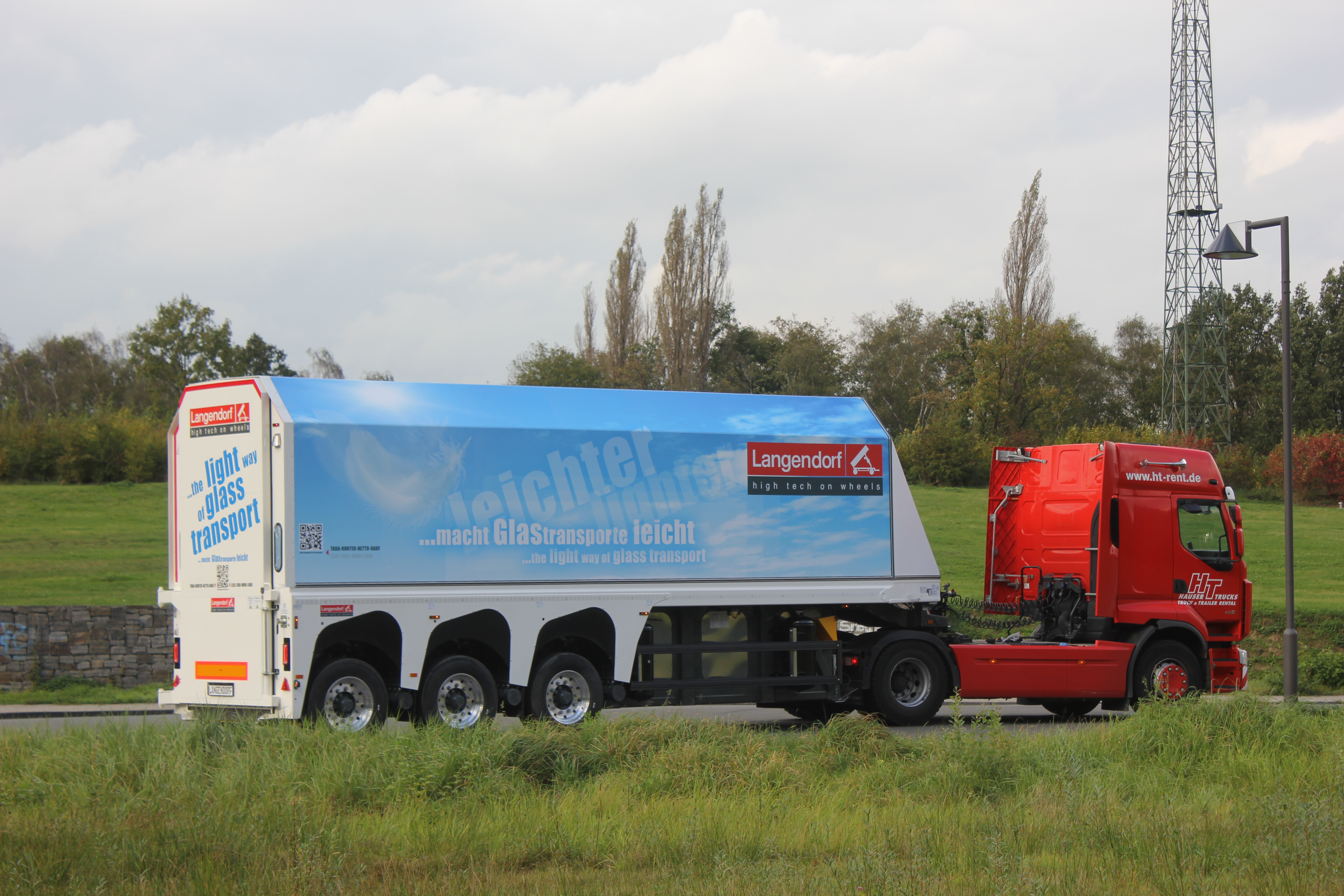
Langendorf Glas-Innenlader
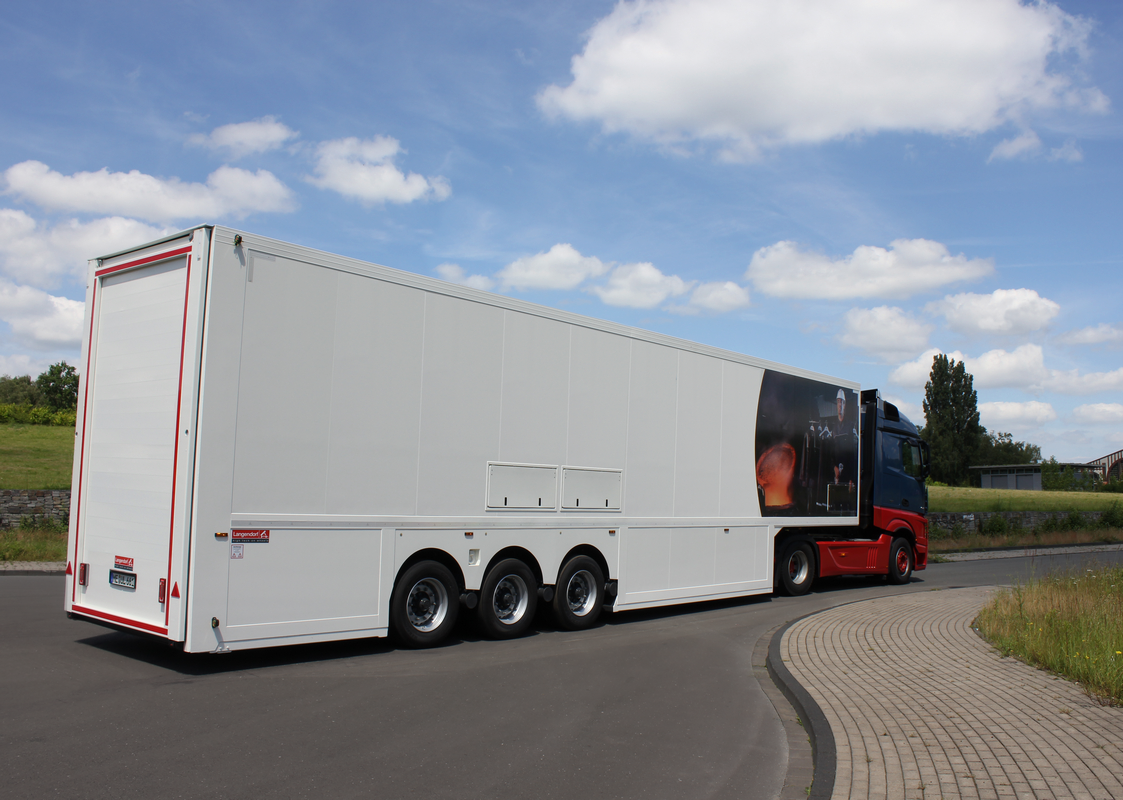
Langendorf Doppelstock-Innenlader
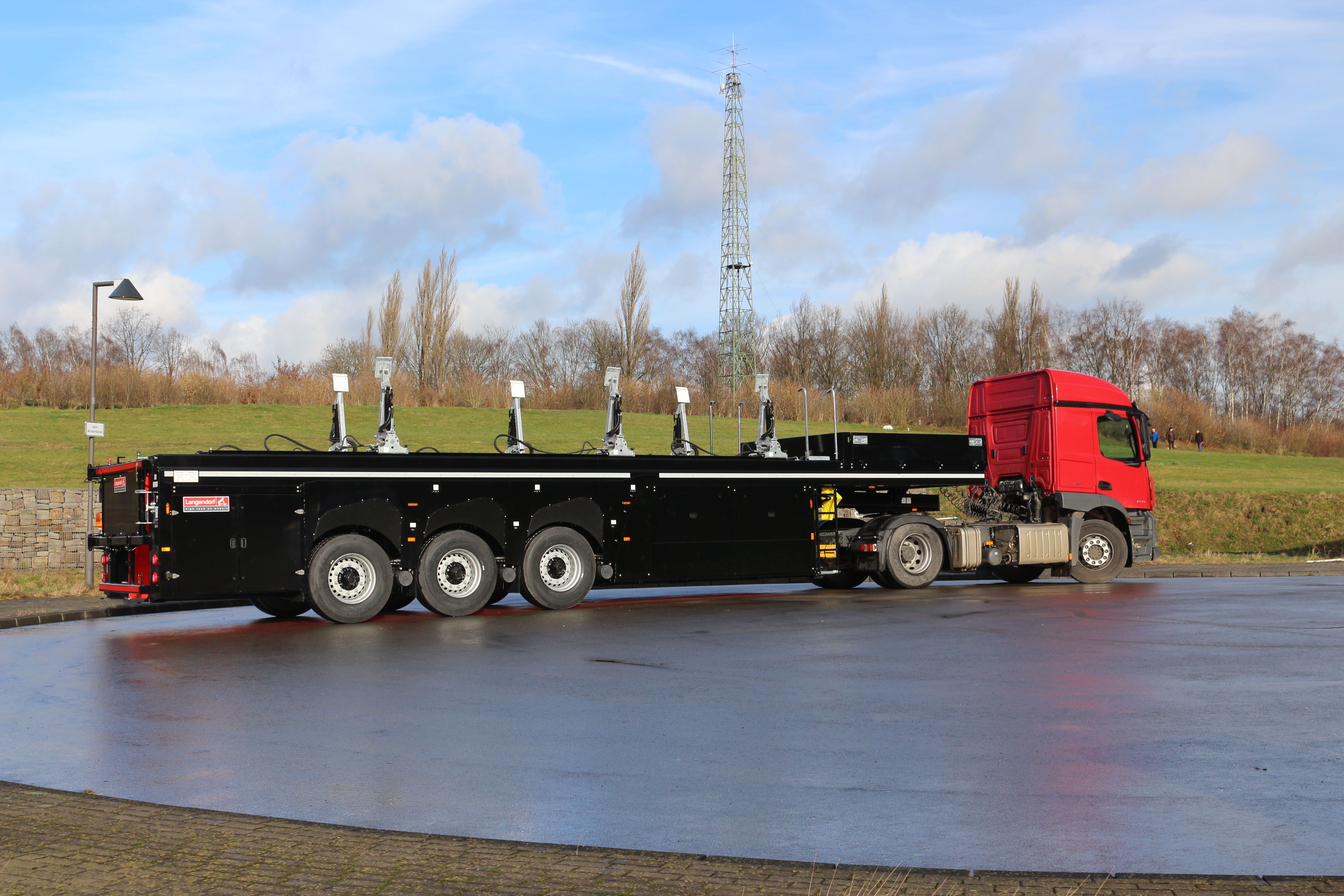
Langendorf Beton-Innenlader

## Trivia
- Diverse Modelle von aktuellen und historischen Langendorf-Fahrzeugen werden von Kibri (Modell Nr.: 10096, 10252, 10716, 54605, 10974, 10676, 10974), Schuco (Modell Nr.: 22028, 23650, 22709), Herpa (Modell Nr.: 076401, 155700, 156240,  1738), GMTS Brinkmeier (Modell Nr.: G03920, G0001320) und WSI Models (Modell Nr.: wsi02-1726)  angeboten.
- Hendrik Hemker aus der Familie des Fahrzeugbauers Wecon arbeitete vor seinem Eintritt in das Familienunternehmen 2007 mehrere Jahre bei Langendorf in Waltrop.[30]